# Sorry, Wrong Number
Sorry, Wrong Number (bra A Vida por um Fio) é um filme noir estadunidense de 1948, dirigido por Anatole Litvak. O roteiro adaptou um programa de rádio de Lucille Fletcher. É um dos poucos filmes realizados antes da década de 1950 que permaneceram no acervo da  Paramount Pictures (a maioria passou para a Universal).

## Elenco
- Barbara Stanwyck...Leona Stevenson
- Burt Lancaster...Henry J. Stevenson
- Ann Richards...Madame Sally Lord
- Wendell Corey...Doutor Alexander
- Harold Vermilyea...Waldo Evans
- Ed Begley...James B. Cotterel
- Leif Erickson...Fred Lord
- William Conrad...Morano
- Jimmy Hunt...Peter Lord

## Sinopse
Leona Stevenson é uma rica herdeira que sofre sem saber de hipocondria e vive confinada a sua cama, se comunicando com o mundo exterior apenas pelo telefone. Em um dia, ela ouve uma ligação cruzada, quando dois homens planejam assassinar uma mulher. Leona avisa a companhia telefônica e a polícia, mas é ignorada. Para o aumento do desespero de Leona, seu marido Henry esteve desaparecido durante todo o dia. Leona, aos poucos, descobre para seu terror que a mulher ameaçada pelos bandidos é ela própria.

## Produção
A história do filme se passa em tempo real, com muitos flashbacks para narrar os acontecimentos anteriores.
Pela janela do quarto de Leona (Barbara Stanwyck) observa-se Manhattan à noite. As cenas são escuras com muitas sombras que destacam o clima de suspense da história.
O Código dos Produtores de Hollywood inicialmente não aceitou alguns elementos do roteiro de Fletcher, inclusive as alusões ao tráfico de drogas ilegais. O roteiro foi amplamente revisto até ser aprovado.

## Rádio
O texto original de Fletcher foi ao ar em 25 de maio de 1943, com basicamente uma personagem interpretada pela atriz Agnes Moorehead, o da Senhora Stevenson. O programa foi reprisado por sete vezes, sempre com Moorehead. A última transmissão foi em 14 de fevereiro de 1960. Contudo, houve outra versão radiofônica: em 9 de janeiro de 1950, o programa Lux Radio Theater adaptou o filme, com Stanwyck recriando o seu papel cinematográfico.

## Premiação
- Barbara Stanwyck foi indicada ao Oscar de melhor atriz.[4]

## Outras adaptações
Sorry, Wrong Number foi adaptado por um canal de televisão local de Nova Iorque em 30 de janeiro de 1946, estrelado por Mildred Natwick e G. Swayne Gordon.
Uma segunda adaptação ao vivo foi exibida em 4 de novembro de 1954, como o quarto episódio da série de antologia da CBS chamada Climax!, com Lillian Bronson, adaptada pela própria Fletcher, com acompanhamento musical de seu marido na época Bernard Herrmann. Houve uma nova versão em 1989, com Loni Anderson, Patrick Macnee e Hal Holbrook. Direção de Tony Wharmby e adaptação de Ann Louise Bardach.
Em 17 de outubro de 1948, Stanwyck parodiou o filme no programa de Jack Benny.